# マイク・IX・ウィリアムズ

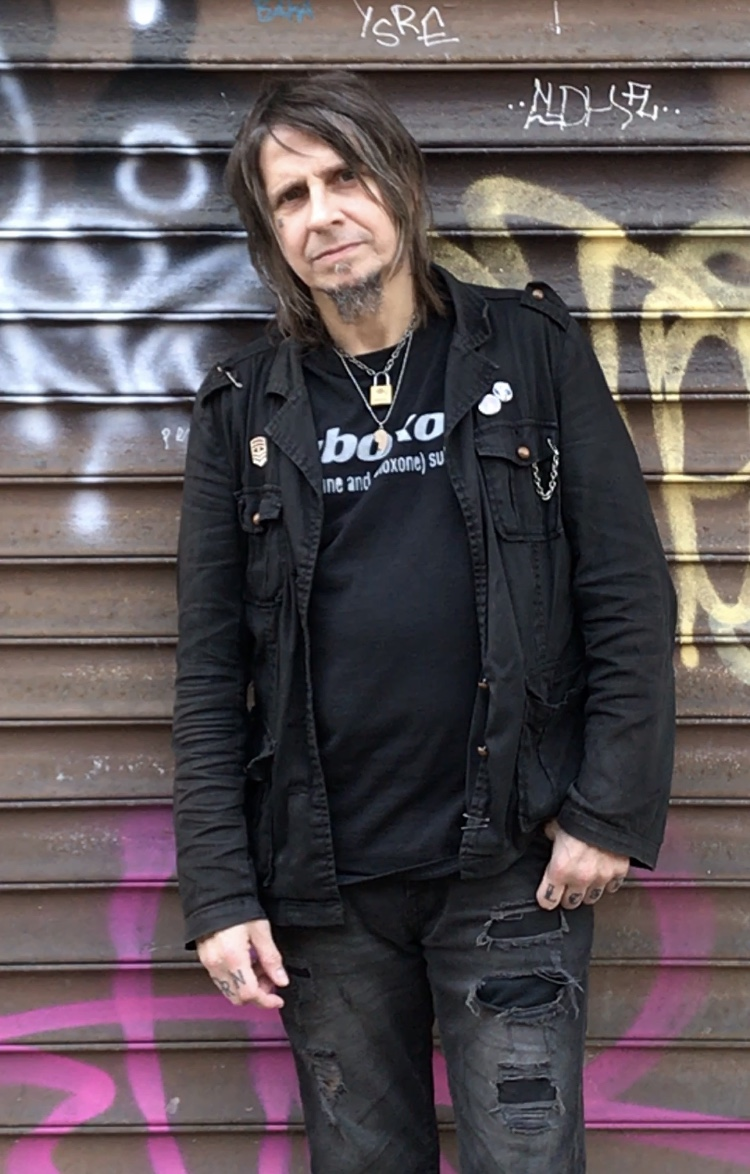
2019年

マイク・IX・ウィリアムズ（Mike IX Williams、本名:マイケル・D・ウィリアムズ）は、アメリカのシンガーソングライター。スラッジメタル・バンド、アイヘイトゴッドのボーカリストとして著名である。また、ヘヴィメタル雑誌『メタルマニアックス』の元副編集長。

## キャリア
ノースカロライナ州ハイポイントで生まれた。幼い頃に両親を亡くし、15歳の時に家を出た。人生の大半はルイジアナ州ニューオーリンズに住んでいたが、しばしニューヨークにも住んでいたこともある。
1988年にジミー・バウワーから誘われ、アイヘイトゴッドに加入した。
2005年、著書『Cancer as a Social Activity』を出版した。
2006年にはフィル・アンセルモと共にハードコア・パンク・バンド、アーソン・アンセムを結成した。また、ジミー・バウワーが他のバンドで忙しいため、彼を除く、アイヘイトゴッドのメンバーと共に別のスラッジメタル・バンド、アウトロー・オーダーを結成した。